# Kabinett Beck III
Das Kabinett Beck III war das 20. Kabinett der Landesregierung des Landes Rheinland-Pfalz. Es begann am 18. Mai 2001 und wurde vom Kabinett Beck IV abgelöst.
| Amt                                               | Name                                                                       | Partei | Partei |
| ------------------------------------------------- | -------------------------------------------------------------------------- | ------ | ------ |
| Ministerpräsident                                 | Kurt Beck                                                                  |        | SPD    |
| Stellvertreter des Ministerpräsidenten            | Hans-Artur Bauckhage                                                       |        | FDP    |
| Wirtschaft, Verkehr, Landwirtschaft und Weinbau   | Hans-Artur Bauckhage                                                       |        | FDP    |
| Inneres und Sport                                 | Walter Zuber bis 25. Februar 2005 Karl Peter Bruch                         |        | SPD    |
| Finanzen                                          | Gernot Mittler                                                             | SPD    |        |
| Justiz                                            | Herbert Mertin                                                             |        | FDP    |
| Arbeit, Soziales, Familie und Gesundheit          | Florian Gerster bis 28. Februar 2002 Malu Dreyer ab 15. März 2002          |        | SPD    |
| Bildung, Frauen und Jugend                        | Doris Ahnen                                                                | SPD    |        |
| Wissenschaft, Weiterbildung, Forschung und Kultur | Jürgen Zöllner                                                             | SPD    |        |
| Umwelt und Forsten                                | Klaudia Martini bis 20. September 2001 Margit Conrad ab 20. September 2001 | SPD    |        |